# Ferrovia Castejón de Ebro-Alsasua
La ferrovia Castejón de Ebro-Alsasua è una linea ferroviaria spagnola che unisce Castejón de Ebro con Alsasua, dove si allaccia alla Madrid-Hendaye.

## Storia
Gran parte della linea fu costruita da una società appositamente costituita, la Compañía del Ferrocarril de Zaragoza a Pamplona, costituita a tale scopo. I lavori si svolsero tra il 1860 e il 1865, procedendo lentamente in alcuni tratti a causa della complicata orografia della zona. La costruzione del percorso procedette come segue:
- Pamplona-Caparroso (59,81 chilometri), inaugurato nel 1860;
- Caparroso-Tudela (43,80 chilometri), inaugurato nel 1861;
- Tudela-Casetas (61,94 chilometri), inaugurato nel 1861;
- Pamplona-Irurzun (21,68 chilometri), inaugurato nel 1864;
- Irurzun-Alsasua (30,55 chilometri), inaugurato nel 1865.

Castejón de Ebro ed Alsasua, località dove il tracciato si collegava rispettivamente con la Casetas-Bilbao e la Madrid-Irún, divennero nel corso degli anni due importanti scali ferroviari. Il tratto finale tra Casetas e Saragozza, che fu aperto al 1871, venne realizzato dalla Compañía de los Ferrocarriles de Zaragoza a Pamplona y a Barcelona (ZPB).